# Verfassungsgesetz vom 10. Juli 1940

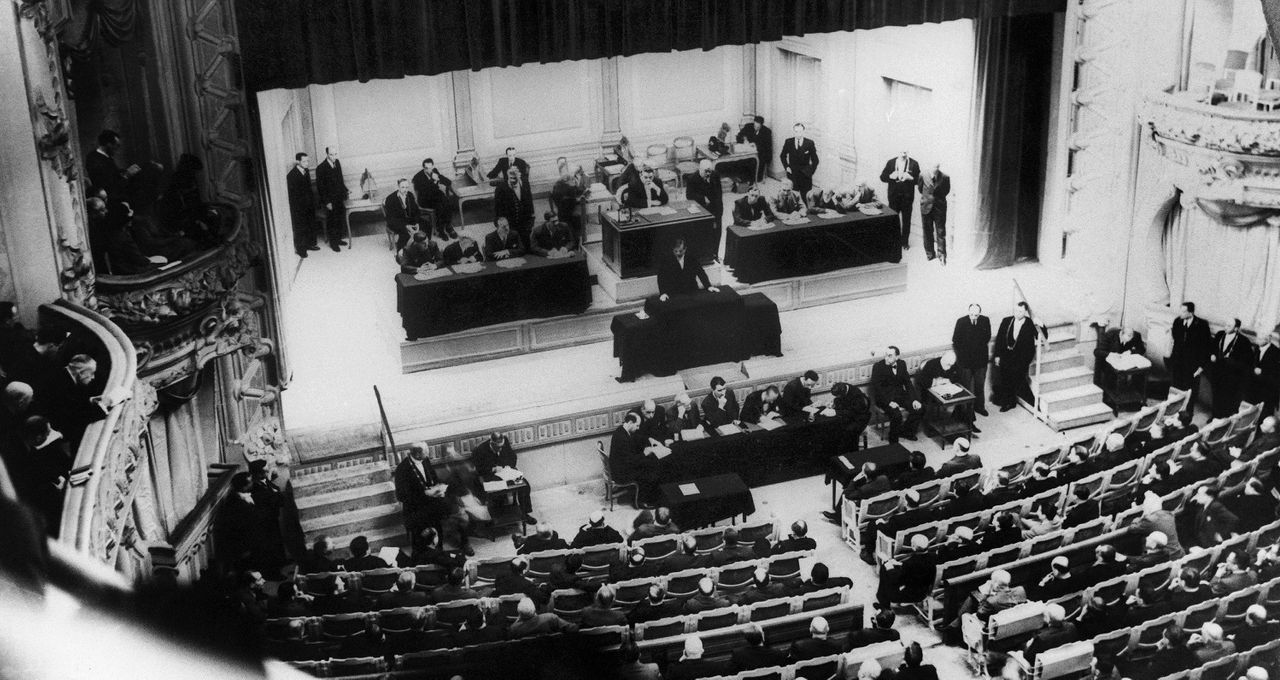
Nationalversammlung – Vichy, 10. Juli 1940

Das Verfassungsgesetz vom 10. Juli 1940 ist ein von der französischen Nationalversammlung, das heißt der Vereinigung von Abgeordnetenkammer und Senat, als Verfassungsgesetz verabschiedeter Akt. Es übertrug der Regierung von Philippe Pétain die volle Autorität und alle Befugnisse, eine neue Verfassung der französischen Republik zu erlassen und zu verkünden. Dieser Akt gilt als das Ende der Dritten Französischen Republik. Die Abstimmung wird im Französischen meist als Vote des pleins pouvoirs constituants à Philippe Pétain (Abstimmung über die konstitutionellen Vollmachten für Philippe Pétain) bezeichnet.
Am 11. Juli 1940 verkündete Pétain das erste Verfassungsgesetz des Vichy-Regimes und zeigte darin die Übernahme der Funktionen als französischer Staatschef an. Die Verordnung vom 9. August 1944 über die Wiederherstellung der republikanischen Legalität erklärte den „Akt, der als Verfassungsgesetz vom 10. Juli 1940 bezeichnet wird“ in ihren Artikeln 2 und 3 für null und nichtig.

## Geschichte
Nach dem Westfeldzug der deutschen Wehrmacht verlegte die französische Regierung ihren Sitz nach Vichy. Als der Waffenstillstand von Compiègne am 22. Juni 1940 unterzeichnet wurde, bestand ein Konsens darüber, dass man die Regierungsgewalt stärken müsse. Ein Vorschlag bestand darin, den Ratspräsidenten mit weitgehenden Vollmachten auszustatten, ohne ihm verfassungsgebende Kompetenzen einzuräumen. Pierre-Étienne Flandin schlug vor, Pétain zum Staatspräsidenten zu ernennen und ihm diese weitgehenden Vollmachten zu übertragen. Pétain und seine Anhänger waren jedoch entschlossen, die Dritte Republik zu zerschlagen.
Am 29. Juni 1940 legte Pierre Laval den Entwurf eines Verfassungsgesetzes vor, das der Regierung unter der Autorität Pétains die volle Macht übertragen sollte. Dieser Entwurf wurde am 4. Juli 1940 vom Ministerrat angenommen und am 8. Juli 1940 den Abgeordneten vorgelegt. Darauf brachten der radikal-sozialistische Abgeordnete Vincent Badie und weitere 27 Abgeordnete einen Alternativantrag ein, der zwar für erweiterte Kompetenzen eintrat, den Laval-Entwurf aber ablehnte. Eine ähnliche Initiative ging von der Veteranenbewegung um Jean Taurines mit 38 Abgeordneten aus.

## Debatte

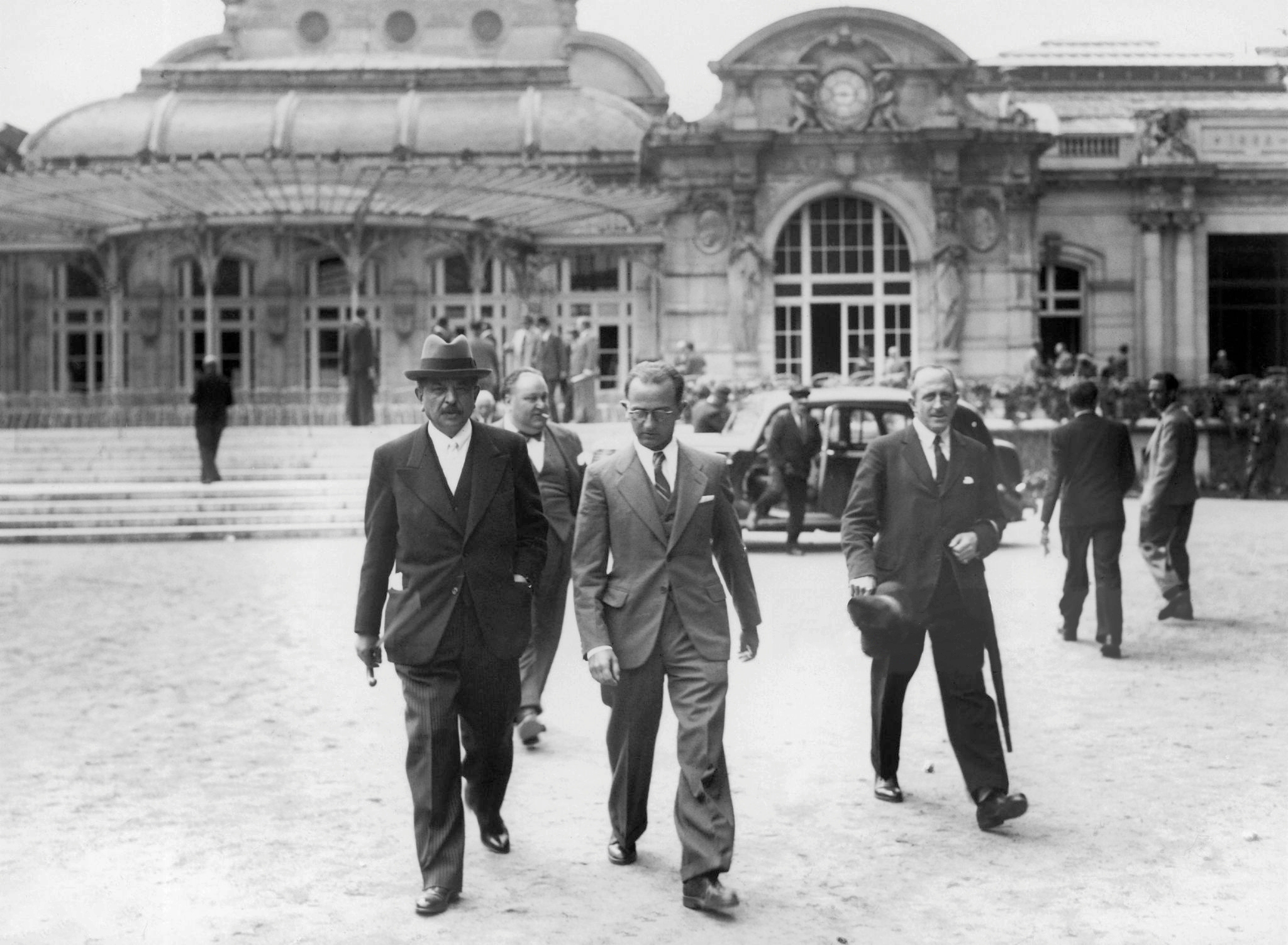
Pierre Laval vor dem Grand Casino de Vichy am 10. Juli 1940

Am 9. Juli 1940 traten die Kammern gemäß der Verfassung getrennt zusammen und erklärten mit 395 zu drei Stimmen in der Abgeordnetenkammer und mit 229 zu einer Stimme im Senat, dass „die Verfassungsgesetze zu revidieren sind“. Die drei Abgeordneten, die sich grundsätzlich gegen eine Revision aussprachen, waren Jean Biondi, Léon Roche (beide SFIO) und Alfred Margaine (Radikale), hinzu kam der Marquis Pierre de Chambrun (fraktionsloser Senator).
Am 10. Juli 1940 wurde der Entwurf erneut diskutiert und Laval bemühte sich, die Einwände zu zerstreuen. Léon Blum sagte später:

« Was wirkte, war die Angst, die Angst vor Doriots Banden auf der Straße, die Angst vor Weygands Soldaten in Clermont-Ferrand, die Angst vor den Deutschen in Moulins … Es war wirklich ein menschlicher Sumpf, in dem man zusehends sah, wie sich alles auflöste, zersetzte und verschwand, was man von einigen Männern an Mut und Rechtschaffenheit gekannt hatte. »

## Abstimmung

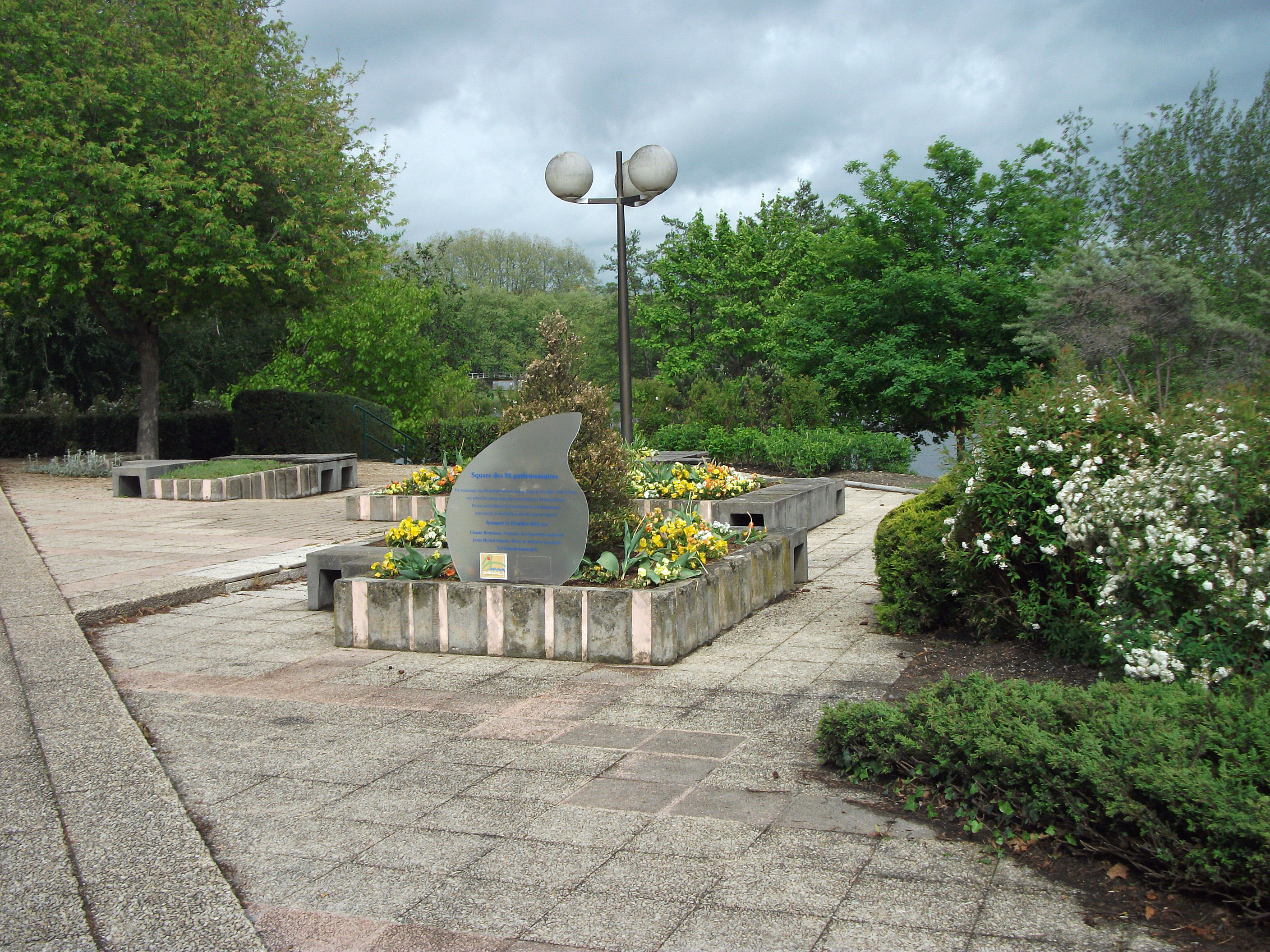
Bellerive-sur-Allier – Square des 80 Parlementaires 2014

Die Gegenanträge Badies und Taurines’ wurden ohne Aussprache abgelehnt.
Die Revision wurde mit 569 gegen 80 Stimmen bei 20 Enthaltungen und 176 Abwesenden verabschiedet. Der verabschiedete Text lautet wie folgt:

„Die Nationalversammlung überträgt alle Gewalt auf die Regierung der Republik, die unter der Autorität des Marschalls Petain steht und deren Unterzeichnung zur Gültigkeit der Verkündung eines oder mehrerer Akte für eine neue Verfassung des Französischen Staates erforderlich ist, welche die Rechte auf Arbeit, Familie und Vaterland garantiert.
Dieses Gesetz wird von der Nation ratifiziert und von den Versammlungen, welche von dieser geschaffen wurden, ausgeführt.
Das gegenwärtige Verfassungsgesetz, beraten und beschlossen von der Nationalversammlung, ist als Staatsgesetz auszuführen.
- Geschehen zu Vichy am 10. Juli 1940.
Durch den Präsidenten der Republik,
ALBERT LEBRUN
Der Marschall von Frankreich,
Vorsitzender des Rates,
PH. PÉTAIN.“

## Die Anwendung des Verfassungsgesetzes vom 10. Juli 1940
Auf der Grundlage dieses Gesetzes führte Marschall Pétain zwischen 1940 und 1942 mithilfe von 12 Verfassungsakten schrittweise ein neues Regime ein, ohne jedoch eine neue Verfassung zu verkünden.
- Der 1. Verfassungsakt vom 11. Juli 1940 setzte Pétain als Staatsoberhaupt ein und hob Artikel 2 des Gesetzes von 1875 (Wahl des Staatspräsidenten) auf.[1]
- Der 2. Verfassungsakt vom 11. Juli 1940 regelte die Zuständigkeiten und konzentrierte sie in den Händen des Staatsoberhaupts.[1]
- Der 3. Verfassungsakt vom 11. Juli 1940 hob Artikel 1 der alten Verfassung (parlamentarisches System) auf und vertagte die Kammern.[1]

Da das Regime von nun an als „Französischer Staat“ bezeichnet wurde, verschwand die Bezeichnung „Französische Republik“ aus den offiziellen Dokumenten. Die Französische Republik wurde als „Staat“ bezeichnet. Das Journal officiel de la République française wurde am 4. Januar 1941 in Journal officiel de l’État français umbenannt. Obwohl das Vichy-Regime nicht den Anspruch erhob, die Dritte Republik zu beenden, sondern nur vorübergehend bis zur Verkündung einer neuen Verfassung bestehen bleiben sollte, wurde die Republik durch die Aufhebung der Artikel der Verfassungsgesetze von 1875, die das republikanische System begründet hatten, de facto abgeschafft.
Das Verfassungsgesetz vom 10. Juli 1940 erlegte Pétain auf, eine neue Verfassung auszuarbeiten, welche „die Rechte auf Arbeit, Familie und Vaterland garantiert“. Ein August 1940 von Raphaël Alibert begonnener Entwurf endete ohne Ergebnis, als Alibert aus der Regierung ausgeschlossen wurde. 1943 beauftragte Pétain eine Kommission, der unter anderem der Historiker Lucien Romier angehörte, mit der Aufgabe, eine Verfassung auszuarbeiten.
Pétain setzte die neue Verfassung nicht in Kraft, da er dies nach Beendigung des Krieges tun wollte. Er unterzeichnete den Verfassungsentwurf allerdings am 30. Januar 1944.
Die Verordnung vom 9. August 1944 erklärte das Verfassungsgesetz vom 10. Juli 1940 und alle sich daraus ableitenden Rechtsvorschriften für „null und nichtig“.

## Bewertung der Abstimmung nach dem Ende des Vichy-Regimes
Die Abgeordneten wurden nach der Befreiung Frankreichs zur Rechenschaft gezogen und mit Verordnung vom 21. April 1944 als unwählbar erklärt.
Davon ausgenommen waren:
- die kommunistischen Abgeordneten, denen bereits im September 1939 die Rechte entzogen worden waren;
- 27 Abgeordnete, die zu dieser Zeit an Bord eines Schiffes Richtung Casablanca unterwegs waren und denen die Teilnahme an der Abstimmung verwehrt war und
- die 80 Abgeordneten, die mit „Nein“ gestimmt hatten.

Die Rechtmäßigkeit des Gesetzes vom 10. Juli 1940 ist in der französischen Rechtswissenschaft umstritten. Dabei geht es um die Frage, ob die Verfassung von 1875 eine Möglichkeit vorgesehen habe, sie abzuschaffen. Georges Vedel vertritt die Auffassung, dass die Übertragung der Befugnisse durch Artikel 8 der Verfassung von 1875 gedeckt gewesen sei. Die Annahme, dass die Abstimmungsbehinderungen die Legalität der Abstimmung an sich in Frage stelle, wird allgemein verneint. Da die absolute Mehrheit der Anwesenden für den Vorschlag gestimmt habe, wäre den abwesenden Abgeordneten keine entscheidende Bedeutung zugekommen.
Dem Historiker Gilles Candar zufolge waren 73 der 80 Parlamentarier, die dagegen stimmten, gewählte Vertreter der Linken. Hinsichtlich der Herkunft der Oppositionellen zitiert Simon Epstein Daniel Mayer: „Die Sozialisten stellten einen relativ großen Prozentsatz der Gesamtheit der Oppositionellen dar, sagte Daniel Mayer, aber er präzisierte im selben Satz sofort, dass es sich um einen winzigen Prozentsatz im Vergleich zur Zusammensetzung der sozialistischen Partei handelte.“ und Vincent Auriol: „Die 80 Oppositionellen gehören allen politischen Tendenzen des Parlaments und des Landes an. Alle Parteien haben ihre Renegaten und Verräter.“
Eric Conan und Henri Rousso stellen fest:

« [...] man muss den Slogan zurückweisen, dass es die „Kammer der Volksfront“ war, die die Republik sabotiert hat, ein Klischee, das seit langem von der extremen Rechten verbreitet wird, um das pétainistische Regime zu entlasten, und das kürzlich von denjenigen aufgegriffen wurde, die behaupten, dass die Verbrechen von Vichy von der Republik übernommen werden müssen, da sie ihren Anteil an der Entstehung des neuen Regimes hatte. Diese Behauptung, die im Zuge der Polemik von 1992 häufig wiederholt wurde, ist ungenau (auch wenn sie insofern einen Teil der Wahrheit enthält, als zwischen dem 5. Mai 1936 und dem 10. Juli 1940 keine Parlamentswahlen stattfanden). Zunächst unterschätzt sie die politische Entwicklung zwischen 1936 und 1940, die Anfälligkeit der Koalition aus Radikalen, Sozialisten und Kommunisten oder die Brüche, die 1938 durch die Münchener Krise entstanden waren. Vor allem aber ignoriert sie die Tatsache, dass im Casino de Vichy 245 Senatoren saßen, die zumindest in ihrer großen Mehrheit der Volksfront kaum wohlgesonnen waren, denn es war der Senat, der die erste Regierung Blum zu Fall gebracht hatte. Zweitens muss daran erinnert werden, dass von den 907 Abgeordneten und Senatoren im Jahr 1939 nur 670 in Vichy anwesend waren. »

## Abstimmungslisten

### Abgeordnete, die mit „Ja“ gestimmt haben
569 Abgeordnete stimmten dem Verfassungsgesetz zu, darunter
- Hubert d’Andlau de Hombourg, Gaston Bazile, Jean de Beaumont, Henri Becquart, Léon Bérard, Charles Berthézenne, Léon Bon, Georges Bonnet, Lucien Bossoutrot, Fernand Bouisson, Joseph Brom, Albert Buisson, Maurice Burrus, Joseph Caillaux, Camille Chautemps, René Coty, Marcel Déat, Laurent Eynac, Pierre-Étienne Flandin, Toussaint Franchi, Ludovic-Oscar Frossard, Eugène Frot, Édouard Fuchs, Philippe Henriot, Joseph Laniel, Pierre Laval, Edmond Lefebvre du Prey, Moïse Lévy, Louis Malvy, Paul Marchandeau, Adrien Marquet, Jean Médecin, Léon Meyer, Jean Michard-Pellissier, Edmond Miellet, Jean Mistler, Anatole de Monzie, Louis Mourier, Eugène Müller, François Piétri, Antoine Pinay, Joseph Ranquet, Camille de Rocca Serra, Hubert Rouger, Albert Sarraut, Abraham Schrameck, Robert Schuman, Thomas Seltz, Léon Silvestre, Jean-Louis Tixier-Vignancour, Fernand Valat, Xavier Vallat, Jean Ybarnégaray

### Die 80 Abgeordneten, die mit „Nein“ stimmten
A
- Marcel-François Astier
- Jean-Fernand Audeguil
- Vincent Auriol

B
- Alexandre Bachelet
- Vincent Badie
- Camille Bedin
- Émile Bender
- Jean Biondi
- Léon Blum
- Laurent Bonnevay
- Paul Boulet
- Georges Bruguier
- Séraphin Buisset

C
- Gaston Cabannes
- François Camel
- Pierre de Chambrun
- Auguste Champetier de Ribes
- Pierre Chaumié
- Arthur Chaussy
- Joseph Collomp
- Octave Crutel

D
- Achille Daroux
- Maurice Delom-Sorbé
- Joseph Dépierre
- Marx Dormoy

E
- Alfred Elmiger

F
- Paul Fleurot
- Émile Fouchard
- Édouard Froment

G
- Paul Giacobbi
- Justin Godart
- Félix Gouin
- Henri Gout
- Louis Gros
- Amédée Guy

H
- Jean Hennessy
- Lucien Hussel

I
- André Isoré

J
- Eugène Jardon[17]
- Jean-Alexis Jaubert[18]
- Claude Jordery[19]

L
- François Labrousse[20]
- Albert Le Bail[21]
- Joseph Lecacheux
- Victor Pierre Le Gorgeu
- Justin Luquot

M
- Augustin Malroux
- Gaston Manent
- Alfred Margaine
- Léon Martin
- Robert Mauger
- Jean Mendiondou
- Jules Moch
- Maurice Montel
- Léonel de Moustier
- Marius Moutet

N
- René Nicod
- Louis Noguères

O
- Jean Odin

P
- Joseph Paul-Boncour
- Jean Perrot
- Georges Pézières
- André Philip
- Marcel Plaisant
- François Tanguy-Prigent

R
- Paul Ramadier
- Joseph-Paul Rambaud
- René Renoult
- Léon Roche
- Camille Rolland
- Jean-Louis Rolland
- Joseph Rous
- Jean-Emmanuel Roy

S
- Henry Sénès
- Philippe Serre
- Paul Simon

T
- Gaston Thiébaut
- Isidore Thivrier
- Pierre Trémintin

Z
- Michel Zunino

### Abgeordnete, die sich enthalten haben
- 20 Abgeordnete enthielten sich der Stimme, darunter
  - Édouard Herriot, Adolphe Landry, Henri Queuille, Théodore Steeg, Raymond Vidal

### Abgeordnete, die nicht abgestimmt haben
- 2 Abgeordnete waren im Kampf gefallen
- 15 Abgeordnete befanden sich in Kriegsgefangenschaft
- 2 Abgeordnete befanden sich bei den Truppen
- 27 Abgeordnete waren mit der Massilia nach Casablanca gereist und dort festgenommen worden, darunter
  - Paul Bastid, Édouard Daladier, Yvon Delbos, Salomon Grumbach, André Le Troquer, Georges Mandel, Pierre Mendès France, Jean Zay
- 4 Abgeordnete lebten als Flüchtlinge in London, darunter
  - Pierre Cot, Henri de Kérillis
- 2 Abgeordnete nahmen aufgrund ihrer Funktion nicht an der Abstimmung teil, darunter
  - Jules Jeanneney als Senatspräsident
- 2 Abgeordnete befanden sich in französischer Haft
  - Jean-Pierre Mourer, Joseph Rossé
- 11 Abgeordnete hatten sich entschuldigt, dass sie an der Sitzung nicht teilnehmen konnten, darunter
  - Henry Bérenger, Auguste Hirschauer, Louis Jacquinot, Paul Reynaud
- 116 Abgeordnete nahmen nicht an der Abstimmung teil, ohne dass die Gründe bekannt sind, darunter
  - Jean-Baptiste Bienvenu-Martin, Médard Brogly, André Daher, Jules-Albert de Dion, Paul Faure, Albert Forcinal, Charles Hueber, Jean-Baptiste Lebas, Louis Marin, Alexandre Millerand, Maurice de Rothschild, Henri Sellier, Eugène Turbat